# 武山県
武山県（ぶざん-けん）は中華人民共和国甘粛省天水市に位置する県。県人民政府の所在地は城関鎮。

## 地理
武山県は天水市西北部に位置し、東は甘谷県、南は岷県・礼県、西は漳県、北は隴西県・通渭県に隣接する。

## 歴史
秦代から前漢にかけて県域の大部分は豲道県に属していた。188年（中平5年）、後漢は襄武県・豲道県地域に新興県を設置、南安郡の管轄とした。その後三国時代には武城県・新興県と改称され、新興県内には中陶県が新設された。447年（太平真君8年）、北魏は中陶県を新興県に編入し広寧郡の管轄に、590年（開皇10年）には新興県は隴西県に編入され隴西郡の管轄に置かれた。
763年（宝応2年）、県域は吐蕃の版図とされたが、866年（咸通7年）に唐朝の支配下に再び戻され隴右道渭州の管轄とされた。五代十国時代は県域は吐蕃の羈縻州とされていた。
1019年（天禧3年）、県域に秦鳳路秦州の下に寧遠寨が設置、1072年（熙寧5年）には隴西地域に通通軍が設置されると、寧遠寨は通遠軍の管轄に置かれた。1104年（崇寧3年）、寧遠寨は県に昇格、寧遠県が成立し鞏昌路鞏州の管轄とされた。
1131年（天会9年）、金朝により寧遠県は占拠されると、1207年（泰和7年）には寧遠寨に降格し、臨洮路通遠軍の管轄とされた。1234年（天興3年）、モンゴル軍により金朝が滅亡すると寧遠寨はモンゴル帝国の支配下に組み込まれ、1279年（至元16年）には寧遠県が再び設置されて、清末まで沿襲された。
中華民国が成立すると1913年（民国2年）、北京政府は湖南省に同名の県が存在することから武山県と改称、渭川道の管轄とした。1928年（民国17年）7月の道制廃止に伴い新設された渭川行政区に移管されたがまもなく廃止となっている。1934年（民国23年）、行政督察区制度の施行に伴い天水行政督察区の管轄となり、1935年（民国24年）7月には第4行政督察区に移管された。
中華人民共和国が成立すると武山県の名称が踏襲され、当初は天水分区督察専区の、1951年4月に天水区、1955年2月に天水専区、1969年10月に天水地区と上部行政区の変遷を経て、1985年7月に天水市の管轄となった。

## 行政区画
13鎮、2郷を管轄：
- 鎮：城関鎮、洛門鎮、鴛鴦鎮、灘歌鎮、四門鎮、馬力鎮、山丹鎮、温泉鎮、樺林鎮、竜台鎮、楡盤鎮、高楼鎮、楊河鎮
- 郷：咀頭郷、沿安郷

## 交通

### 鉄道
- 中国国家鉄路集団
  - 隴海線

（蘭州方面）- 鴛鴦鎮駅 - 賀家店駅 - 武山駅 - 洛門駅 -（宝鶏方面）

### 道路
- 高速道路
  -  連霍高速道路
- 国道
  - G310国道（中国語版）